# Draco dussumieri
Espèce
Statut de conservation UICN

 LC  : Préoccupation mineure
Draco dussumieri est une espèce de sauriens de la famille des Agamidae.

## Répartition
Cette espèce est endémique d'Inde. Elle se rencontre au Gujarat, à Goa, au Karnataka, au Kerala, au Tamil Nadu et en Andhra Pradesh.

## Étymologie
Cette espèce est nommée en l'honneur de Jean-Jacques Dussumier.

## Publication originale
- Duméril & Bibron, 1837 : Erpétologie Générale ou Histoire Naturelle Complète des Reptiles. Librairie. Encyclopédique Roret, Paris, vol. 4, p. 1-570 (texte intégral).